# StoryCorps
StoryCorps est une association à but non lucratif américaine qui a pour ambition d'aider des citoyens américains à enregistrer le récit de leurs histoires personnelles, à les faire écouter gratuitement aux personnes intéressées et à les sauvegarder dans une bibliothèque.

## Histoire
StoryCorps a un esprit semblable au Works Progress Administration (WPA) des années 1930 qui avait enregistré des interviews d'américains. Il souhaite continuer ce travail en créant une bibliothèque orale représentative des américains. L'association est fondée en 2003 par David Isay, qui la dirige toujours et est située à Brooklyn dans la ville de New York.
En 2007, StoryCorps a commencé à enregistrer les histoires d'Afro-Américains. Le but est de collecter environ 1 750 histoires tirées surtout de récits de vétérans de la Seconde Guerre mondiale ou ayant participé au Mouvement des droits civiques. 
En 2013, StoryCorps reçoit une récompense $1 million de la part de la fondation MacArthur. En 2015, David Isay gagne le TED Prize de $1 million pour son projet StoryCorps. En février 2015, le président américain Barack Obama mène une interview StoryCorps avec un jeune délinquant. À la suite de l'obtention du TED Prize 2015, David Isay annonce le lancement d'une application mobile permettant d'effectuer des enregistrements sans avoir à se rendre dans une cabine d'enregistrement,,. 
En 2020, StoryCorps a enregistré plus de 300.000 interviews et représente la plus grande collection de voix humaines de l'Histoire. L'association lance StoryCorps Connect, une version digitale de ses cabines d'enregistrement. StoryCorps lance également l'initiative American Pathways qui vise à récolter les expériences des immigrants musulmans vivant aux États-Unis. 

## Enregistrement
Les participants enregistrent en général leurs histoires dans une cabine d'enregistrement, dont deux sont situées à New York : dans le Lower Manhattan près du site du World Trade Center et dans le Grand Central Terminal. Une autre cabine semi-permanente est à Milwaukee dans l'État du Wisconsin. Il existe également des cabines mobiles construites à partir d'anciens Airstreams qui se déplacent à travers le pays.
Une personne de l'association enregistre en général la conversation mais le participant est en général interviewé par un membre de sa famille ou un ami. Les participants reçoivent alors un CD de l'enregistrement. StoryCorps place une autre copie dans le centre américain Folklife de la Bibliothèque du Congrès. StoryCorps fonctionne grâce à des donations.
Certains enregistrements sont diffusés sur la National Public Radio. Ceux-ci sont également écoutables sur le site internet de StoryCorps.